# Jérôme Delbove
Jérôme Delbove (Troyes, 11 november 1974) is een voormalig Frans wielrenner die in het verleden uitkwam voor onder meer Cofidis en Phonak.
Jérôme is de jongere broer van Jimmy Delbove.

## Overwinningen
1994
- Ronde van de Somme

1997
- Annemasse-Bellegarde

## Grote rondes
Geen